# Tägertschi
Tägertschi är en ort och tidigare kommun i kantonen Bern i Schweiz.
Sedan den 1 januari 2017 ligger Tägertschi i kommunen Münsingen.